# Arturo Gordon
Arturo Gordon Vargas (Casablanca, 7 de agosto de 1883 - Valparaíso, 27 de octubre de 1944) fue un pintor chileno perteneciente a la generación de 1913, profesor de la Academia de Bellas Artes de Valparaíso y Viña del Mar.

## Biografía
A los ocho años se trasladó a Santiago, donde estudió en el colegio San Agustín y Liceo Miguel Luis Amunátegui. En este último recibió lecciones de dibujo del pintor Nicanor González Méndez. Después de terminar la secundaria, ingresó en la Escuela de Arquitectura de la Universidad de Chile, pero luego la abandonó y pasó en 1903 a la Escuela de Bellas Artes, donde fue alumno Cosme San Martín en Dibujo Elemental, de Pedro Lira en Pintura, de Juan Francisco González en Croquis y del español Fernando Álvarez de Sotomayor en Composición; realizó asimismo algunos estudios de mural con José Backhaus.
Gordon, que "rompió abruptamente con la tradicional sobriedad de la paleta de muchos pintores nacionales y a la vez renunció a la concepción inmutable de las cualidades sensibles de la realidad establecidas por la pintura académica, ha sido considerado como el más destacado y genuino representante de la generación de 1913" (grupo que recibió ese nombre a raíz de una exposición colectiva realizada aquel año para El Mercurio).
Desde 1922 se desempeñó como profesor en la Academia Bellas Artes, primero en Valparaíso y, después de instalarese en Viña del Mar en 1935, en esa ciudad. 

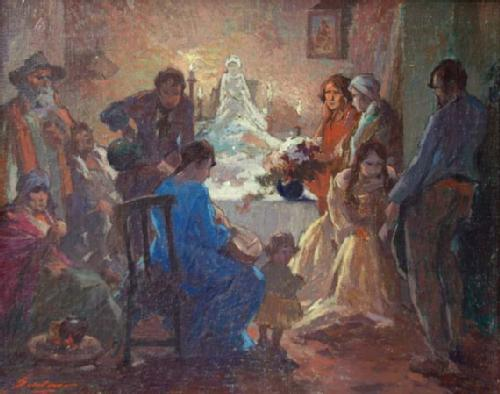
Velorio de un angelito, MNBA

Recibió importantes encargos de pinturas para el gobierno. En 1926 trabajó con el pintor Laureano Guevara en los frescos alegóricos que decoran la Biblioteca Nacional en Santiago. En reconocimiento a la calidad de esas obras, ambos artistas fueron invitados a realizar el conjunto de  murales que representaron a Chile en España en la Exposición Internacional de Sevilla 1929. Las pinturas, alegorías al trabajo y a la presencia de la cultura mapuche, ganaron allí primer premio (desde 2001 se encuentran en la Universidad de Talca, en la Región del Maule).
En una época en que la fotografía aún no se masificaba en la prensa escrita, se demepeñó también como grabador, ilustrador y dibujante de las revistas más importantes de Chile, entre ellas: Sucesos, Selecta, Zig-Zag y Pacífico Magazine. Su esposa fue Antonia González Reyes (n. 1886, Concepción.

## Premios

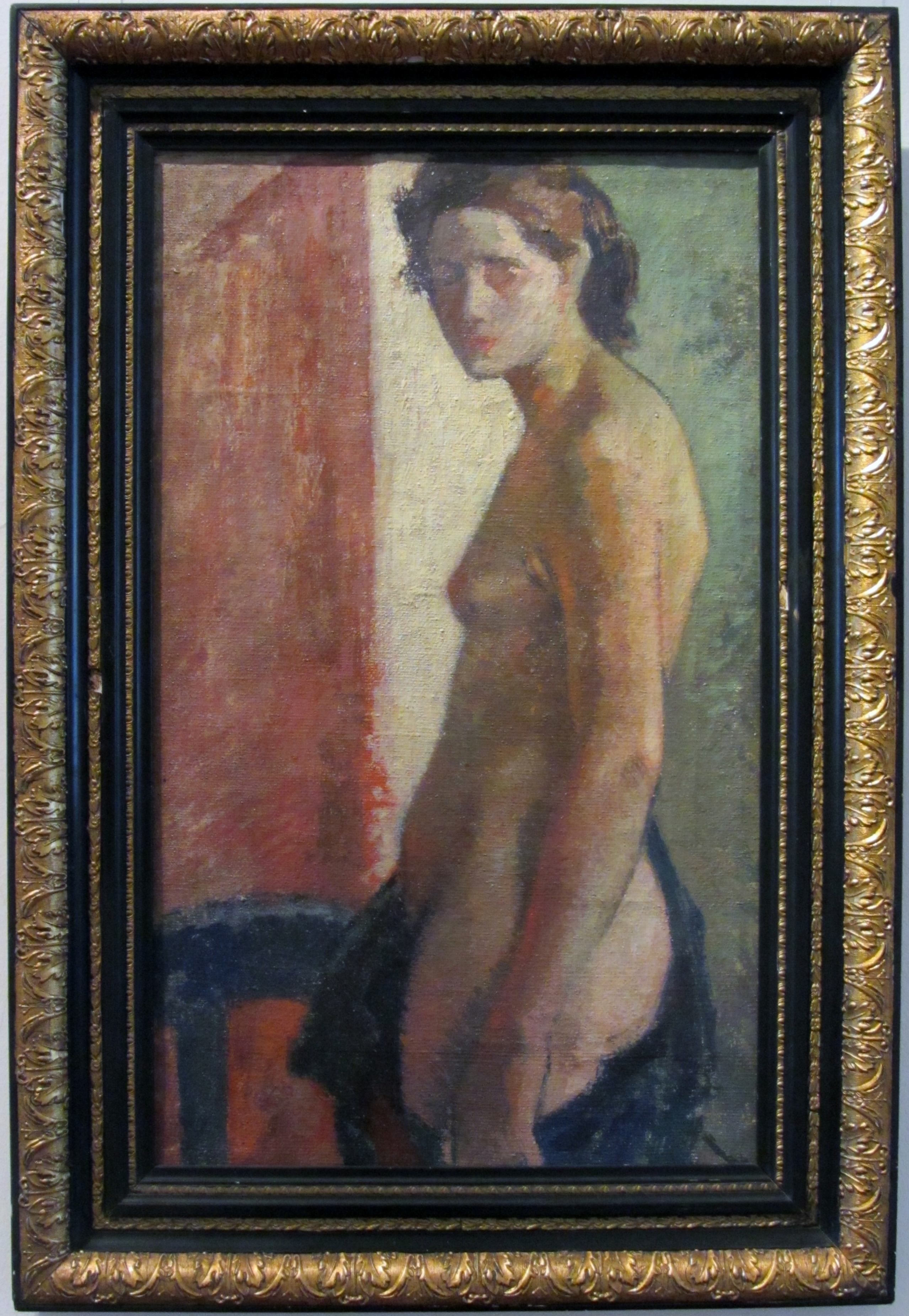
Desnudo, Colección Mac Kellar

- Tercera Medalla del Salón Oficial de Santiago 1908
- Segunda Medalla del Salón Oficial de Santiago 1909
- Medalla de Plata en la Exposición Internacional de Buenos Aires 1910 por La meica
- Medalla de Oro Medalla del Salón Oficial de Santiago 1921 por su monumental lienzo El sarao
- Premio de Historia, Certamen Arturo M. Edwards del Salón Oficial 1921 por El sarao
- Primera Medalla de Pintura Decorativa 1926 (Chile)
- Primer Premio en Decoración y Óleo en Exposición Internacional de Sevilla 1929 (junto con Laureano Guevara
- Premio Club de la Unión del Salón Nacional de Santiago 1935

## Exposiciones individuales
- 1974 Sala La Capilla del Teatro Municipal de Santiago
- 1983 Retrospectiva, Instituto Cultural de Providencia, Santiago
- 1989 100 Años Después, exposición retrospectiva en la Casa de Remates Jorge Carroza, Santiago
- 1974   muere por ****

## Galería

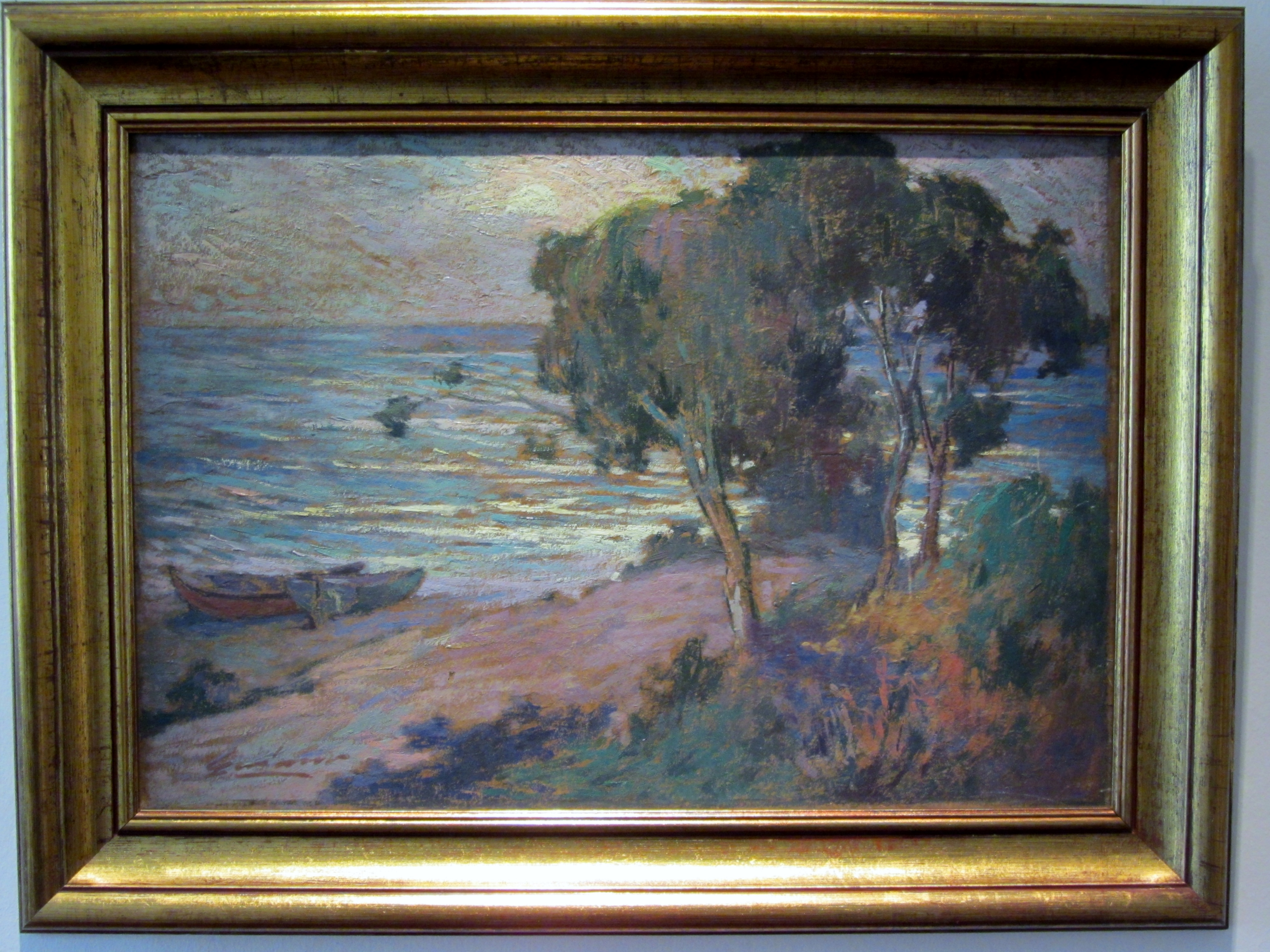
Botes de Con-Cón, Colección Mac Kellar
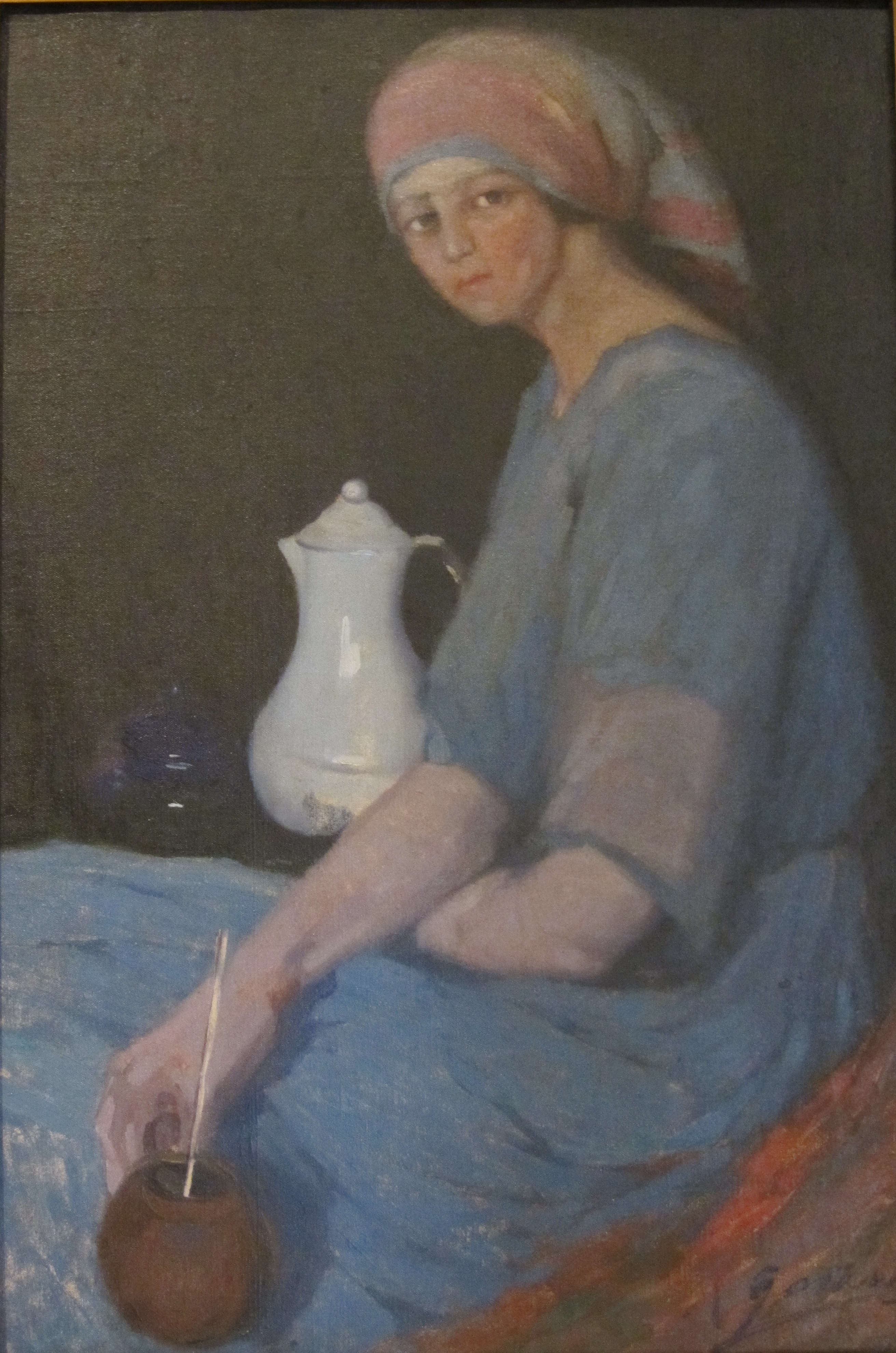
La niña del mate, MMBAV
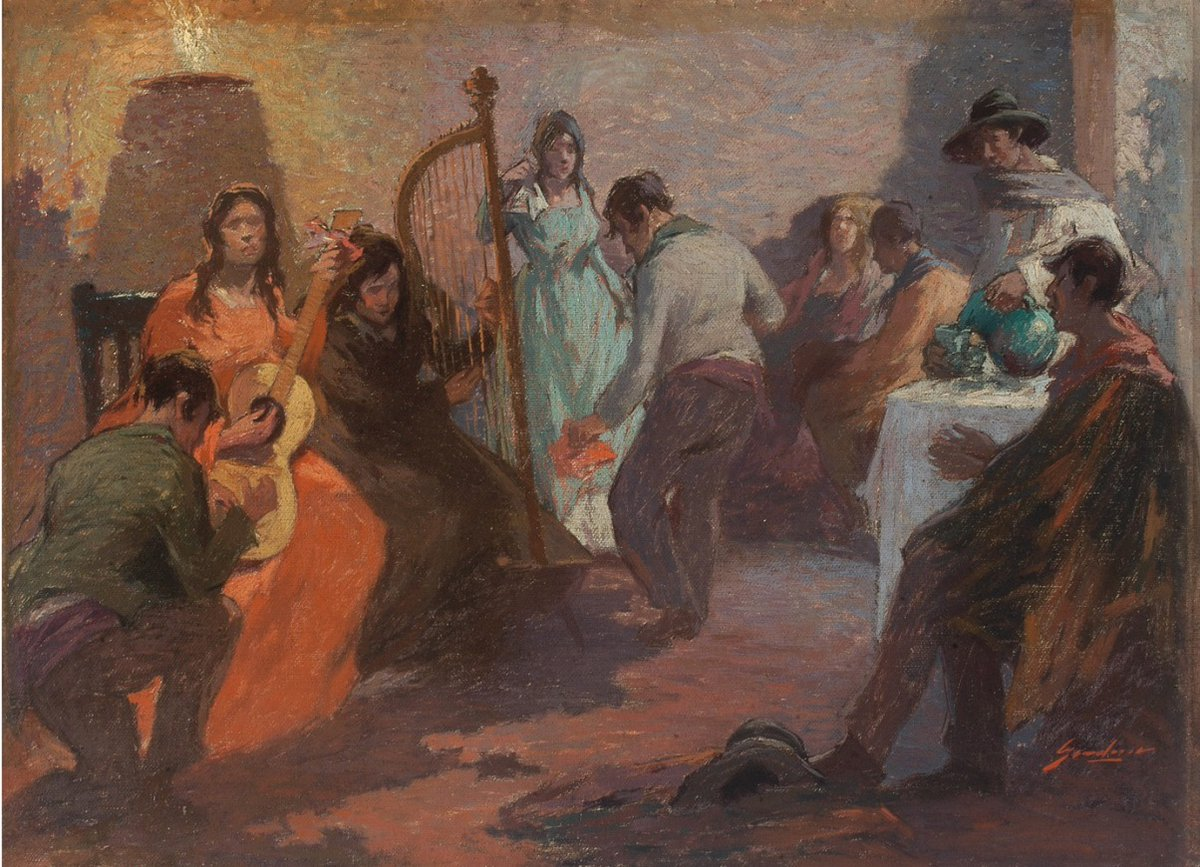
La zamacueca, MNBA